# Barbarophryne brongersmai
Barbarophryne brongersmai é uma espécie de anfíbio anuro da família Bufonidae e a única do gênero Barbarophryne. Pode ser encontrada na Argélia, no Marrocos e no Saara Ocidental e habita regiões semiáridas, com vegetação composta por Argania spinosa, Euphorbia e gramíneas, podendo ser vista também em regiões aradas para a agricultura.

## Descrição
Medem até 5,1 centímetros, podendo ser considerado um sapo de pequeno porte, e as fêmeas são maiores que os machos. Sua coloração é variada, mas geralmente são bege-amarelados, com manchas verdes, porém existem registros de indivíduos esverdeados. Suas glândulas parotoides são arredondadas, diferente de todas as espécies da região, e seu focinho é levemente pontiagudo e seu corpo é mais largo que a cabeça. Como dimorfismo sexual é possível notar que os machos possuem verrugas mais escuras e cônicas no dorso, enquanto as fêmeas dispõe de mais claras e arredondadas, além de apresentarem um saco vocal subgular e tubérculos nas mãos para auxiliar na realização do amplexo.
Costuma ser confundida com a espécie Bufotes boulengeri, porém pode ser diferenciada desta por ser menor, ter um corpo largo, um focinho pontudo e apresentar manchas no ventre.

## Comportamento
São animais noturnos e terrestres. Seu período reprodutivo compreende os meses de janeiro até abril, com os machos se encaminhando para pequenos córregos e poças durante as chuvas, onde vocalizam para atrair as fêmeas. Uma vez que elas se aproximam, os machos realizam o amplexo, podendo ocorrer de vários abraçar uma única fêmea. Em seguida, elas depositam diversos ovos, que medem 1,5 milímetros cada, em cordões gelatinosos, que são aderidos no substrato, entre pedras e galhos. Como os corpos d'água onde ocorre a postura são temporários, as primeiras ninhadas costumam completar sua metamorfose no final de abril. Os machos atingem a maturidade sexual entre os dois e quatro anos de idade, enquanto as fêmeas atingem entre os três e cinco anos de idade. A expectativa de vida nos machos é de doze anos e nas fêmeas é oito anos, porém imagina-se que eles possam viver mais.
Seus girinos podem ser predados pela garça-vaqueira (Bubulcus ibis) e por sanguessugas. Existe um registro de um indivíduo jovem ter sido predado por uma aranha Arctosa sp.

## Taxonomia e conservação
Sua primeira descrição foi realizada pelo herpetólogo neerlandês Marinus Steven Hoogmoed em 1972, com base em indivíduo encontrado a dez quilômetros de Tiznit, no Marrocos, lhe atribuindo o nome científico Bufo brongersmai. Porém, em 2006, uma série de pesquisadores, ao realizarem uma revisão taxonômica, a moveu para o gênero Pseudepidalea (atual Bufotes). Entretanto, em 2013, os pesquisadores Wouter Beukema, Philip de Pous, David Donaire-Barros, Sergé Bogaerts, Joan Garcia-Porta, Daniel Escoriza, Oscar J. Arribas, El Hassan El Mouden e Salvador Carranza, ao fazer análises moleculares, morfológicas e comportamentais, repararam que essa espécie não tinha nenhuma relação com tal gênero e nenhum outro, sendo assim, deveria ser criado um gênero a parte, o Barbarophryne. E para que as espécies possam ser catalogadas nesse gênero, é necessário que elas possuam as seguintes características: serem de pequeno porte, não possuírem verrugas na parte dorsal da cabeça, terem glândulas parotoides e os tímpanos arredondados, ausência de glândulas na tíbia, um par de tubérculos distais subarticulares no quarto dedo e 22 pares de cromossomos.
Seu epíteto genérico é derivado da justaposição do adjetivo latina Barbaro, que define algo relativo a Berberia, e do substantivo feminino grego phryne, que significa "sapo".
É tratada como espécie quase ameaçada (NT) pela União Internacional para a Conservação da Natureza (IUCN) devido ao fato de sua população estar diminuindo e por estar perdendo habitat para a desertificação, poluição e drenagem seus locais reprodutivos para criação de áreas de plantio.